# Трагедия на стадионе в Порт-Саиде
Резня на стадионе в Порт-Саиде — инцидент, произошедший 1 февраля 2012 года в египетском городе Порт-Саид. 

## История
Во время футбольного матча между местным клубом «Аль-Масри» и каирской командой «Аль-Ахли», при счёте 3:1 в пользу «хозяев» на поле неожиданно выбежали болельщики и стали избивать футболистов проигравшего клуба. В завязавшейся массовой драке и последующей давке на выходе со стадиона погибли по меньшей мере 73 человека, не менее тысячи получили ранения и увечья. Многие пострадавшие получили ножевые ранения.
На стадионе находились подразделения спецназа, в количестве 500 человек, имевших при себе спецсредства и каски со щитами; однако не принималось никаких активных мер по прекращению драки между 3—4 тысячами человек поклонников обеих команд. Даже на заведомые провокации со стороны фанатов «Аль-Ахли» с вывешиванием неоднозначных баннеров и киданием фаеров на поле, реакции от силовиков не последовало. Полиция просто наблюдала за всем происходящим на стадионе, даже когда началось побоище. На помощь пострадавшим бросились медики и фельдшеры из скорых, и именно они и вытаскивали первых пострадавших из мест столкновений.
Столь странное поведение полиции никто не соглашается комментировать, и это при том, что сам каирский спецназ всегда активно противодействует агрессивным выходкам фанатов «Аль-Ахли», вплоть до применения карабинов.
Из-за инцидента футбольная федерация Египта заявила, что откладывает на неопределенный срок все матчи египетской премьер-лиги. В Каире разгневанные этим решением болельщики подожгли другой стадион, на котором должен был состояться ещё один матч того же тура. Были арестованы 47 человек, в город были введены армейские подразделения. Ряд первых лиц города отправлены в отставку. В дальнейшем число обвиняемых возросло до 73.

## Расследование и суд
В январе 2013 года 21 из 73 осуждённых приговорили к смертной казни. Из-за этого родственники и знакомые приговорённых начали штурмовать тюрьму. К ним присоединилась и оппозиция. В ходе штурма было убито по меньшей мере 2 полицейских. Власти Египта были вынуждены ввести в город войска, в том числе танки. В ходе беспорядков было убито около 30 человек.
В июне 2015 года египетский суд провел заключительное заседание по пересмотру обвинений 73 человек, проходящих по делу о давке на стадионе Порт-Саида. Суд приговорил к смертной казни 11 человек, еще 15 получили тюремные сроки от 5 до 15 лет, а 21 подсудимый был оправдан.

## Спортивные подробности матча
| 1 февраля 2012 15:30 UTC+2       | \| Аль-Масри \| 3:1 (0:1) протокол \| Аль-Ахли (Каир) \| \| Закария 72′ 83′ · А. Сиссе[англ.] 90+2′ \| Голы \| 11′ Фабио Жуниор[англ.] \| | Стадион: Порт-Саид, Порт-Саид Зрителей: ? Судья: ? |
| Аль-Масри                        | 3:1 (0:1) протокол | Аль-Ахли (Каир)                                    |
| Закария 72′ 83′ · А. Сиссе 90+2′ | Голы | 11′ Фабио Жуниор                                   |

| Аль-Масри:  |    |                    |     |     |
|             |    |                    |     |     |
| В           | 32 | Ахмед эль-Шенави   |     |     |
| З           | 2  | Ахмед Фавзи        |     |     |
| З           | 40 | Саад Самир         |     |     |
| З           | 7  | Осама Сааб         |     |     |
| П           | 20 | Айман Саид         | 65' |     |
| П           | 18 | Абдул Нага         |     | 72' |
| П           | 10 | Махмуд Абдул Хаким |     | 88' |
| П           | 33 | Хоссам Хассан      | 75' |     |
| П           | 9  | Моамен Закария     | 82' | 90' |
| П           | 5  | Элиассу Иссиака    |     |     |
| Н           | 19 | Абдулайе Сиссе     |     |     |
| Запасные:   |    |                    |     |     |
| П           | 14 | Ахмед Магди        |     | 88' |
| П           | 36 | Махмуд Тобах       |     | 90' |
| Н           | 30 | Ахмед Шерведа      |     | 72' |
| Тренер:     |    |                    |     |     |
| Хусам Хасан |    |                    |     |     |

| Аль-Ахли (Каир): |    |                     |         |     |
|                  |    |                     |         |     |
| В                | 1  | Шериф Экрами        |         |     |
| З                | 24 | Ахмед Фатхи         |         |     |
| З                | 17 | Саид Моавад         |         |     |
| З                | 4  | Шериф Абдель-Фадиль |         |     |
| З                | 23 | Мухамед Нагиб       |         |     |
| П                | 14 | Хоссам Гали         | 75' 75' |     |
| П                | 25 | Хоссам Ашур         |         |     |
| П                | 8  | Мухаммед Баракат    |         | 86' |
| П                | 19 | Абдаллах Саид       |         |     |
| Н                | 21 | Фабио Жуниор        |         | 81' |
| Н                | 15 | Мохамед Гедо        |         | 69' |
| Запасные:        |    |                     |         |     |
| П                | 22 | Мохаммед Абутрика   |         | 86' |
| П                | 30 | Шехаб Ахмед         |         | 69' |
| Н                | 18 | Аль-Сайед Хамди     |         | 81' |
| Тренер:          |    |                     |         |     |
| Мануэл Жозе      |    |                     |         |     |